# Reynoldsia pleiosperma
Reynoldsia pleiosperma là một loài thực vật có hoa trong Họ Cuồng cuồng. Loài này được A.Gray miêu tả khoa học đầu tiên năm 1854.